# Jaime Juan Lleys Agramont
Jaime Juan Lleys Agramont (Figueras, 1803 – Castellón de Ampurias, 20 de enero de 1853) fue un violonchelista, compositor y maestro de capilla español.

## Vida
Nació en Figueras, en la provincia de Gerona, en 1803, hijo de Cosme Ignacio Lleys, artesano, y Marianna Agramont, natural de Castellón de Ampurias. Estudió música en Barcelona, con Francisco Andreví, maestro de capilla de Santa María del Mar.
Con dieciocho años accedió por oposición al magisterio de la Catedral de Gerona, el 8 de octubre de 1820. Ejerció el cargo en dos períodos, entre 1820 y 1822 y nuevamente durante el bienio 1823-1824; tuvo que abandonar este trabajo por las restricciones presupuestarias que sufrió la sede gerundense.
Un gran número de discípulos suyos se convirtieron en músicos de renombre. A su sobrino Isidro Lleys, sacerdote y organista de la parroquia de Figueras, le legó su piano y todos sus manuscritos y material de música. Otro sobrino de mosén Juan Lleys fue el prolífico compositor de sardanas Antoni Agramont. También fueron discípulos suyos Buenaventura Frigola, Narcís Fita, Cándido Candi y Agustín Aparicio entre otros.
El 27 de marzo de 1824 se intercambió la plaza con el maestro de capilla de la iglesia parroquial de Castellón de Ampurias, José Barba y Bendad. Lleys se convirtió por oposición en el maestro de la parroquia y permaneció allí el resto de su vida, desde 1825 hasta su fallecimiento en 1853.

## Obra
En cumplimiento de las obligaciones propias del cargo, Lleys fue autor de una gran cantidad de música eclesiástica, que se conserva parcialmente en la Biblioteca de Cataluña, en el fondo musical de la Catedral de Girona y en otros centros. Además de las composiciones musicales, Lleys también publicó un Tratado teórico y práctico de armonía y composición musical, que debía complementarse con una segunda parte, el Tratado teórico y práctico de la imitación libre y canónica, que permanece inédito en la Biblioteca de Cataluña.
Selección de obras que se conservan:
- Goigs a Sant Fèlix (1833), para 4 voces y orquesta. Dedicados al santo patrón de Villafranca del Panadés
- Jesus, Rex mitis (1849), motete para tres voces, flauta y fagot
- Misa de Réquiem, a 4 voces
- Reges Tharsis (1820-1822), ofertorio a 4 y 8 voces con orquesta
- Stabat Mater (1845), para 8 voces y orquesta. Estrenado por la Sociedad de Conciertos de Barcelona en 1845
- Tema con variaciones para el violonchelo en toda orquesta (1820-1822)
- Villancicos navideños, para 8 voces y orquesta
- Misas a 4 y 8 voces
- Otras obras conservadas en el Archivo Capitular de la catedral de Gerona: Aria y Coro en la Virgen de los Dolores: Calma, madre, Coblas en el S. Sacramento, Himno a 8 v., Laudate Dominum in santis eccis, Laudate pueri Dominum, Misa (1833), Misa a 4 y 8 v., Paso del 3.er tono a 8 v., Recitado y Aria, Responsorio: Cenontibus illis, Responsorio: Omnes moriemini, Responsorio: Vidi Speciosam, Rosario a 4 v., Rosario a 4 y 8 v., 4 otros Rosarios, Salmo: Beatus on, Villancico: Venid Querubines, Villancico burlesco para Navidad: Tiernos pastorcillos, Villancico serio para Navidad: Al Dios protector, Villancico serio para Navidad: Espíritus sacros, Villancico serio para Navidad: Los ángeles santos.

Fondo de la iglesia parroquial de Santa María de Castellón de Ampurias.
- Lamentación y Magnificat (incompleto, segundo tercio del siglo XIX)
- Lamentaciones en Sib M (tercer tercio siglo XIX)
- Lamentaciones en Lab M (tercer tercio siglo XIX)
- Villancico para 7 voces y orquesta en Do M (tercer tercio siglo XIX)
- Misa (Incumplida, segundo tercio siglo XIX)
- Rosario para 4 voces y orquesta en Re M (tercer tercio siglo XIX)
- Rosario para 4 voces y orquesta en Do M (tercer tercio siglo XIX)
- Rosario para 8 voces y orquesta en Si m (segundo tercio siglo XIX)
- Villancico para 7 voces y orquesta en Do M (tercer tercio siglo XIX)

Fondo de la iglesia parroquial de San Esteban de Olot
- Cántico para 4 voces y orquesta (primer tercio siglo XIX)

Fondo de la iglesia parroquial de San Pedro y San Pablo de Canet de Mar
- Villancico para 4 voces y orquesta en Sol M (primer tercio del s. XIX)

Fondo Ramon Florensa del Archivo Comarcal de Urgel
- Rosario para 4 voces y Orq en Sol M ( segundo tercio s. XIX)

### Obras de Jaume Joan Lleys
- Tratado Teórico y Práctico de Armonía y Composición Musical Barcelona: Juan Budó, sd [1850]
- Tratado teórico y práctico de la imitación libre y canónica inédito, conservado en la Biblioteca de Catalunya